# Maruja Garrido
María Garrido Fernández (Caravaca de la Cruz, 16 de diciembre de 1942) es una cantante española, conocida artísticamente como Maruja Garrido.

## Trayectoria artística
Hija del cantaor de Cartagena Niño de Levante, Maruja Garrido nace en Caravaca, donde pasa su niñez, también vivió en los Cuartitos de San Antón en Cartagena, barrio de su padre. En 1959 y 1960 formó parte en el espectáculo Los Joselitos del Cante. Pronto se trasladó a Madrid, donde debutó en El Corral de la Morería en 1958, actuó también en el Cine Carretas y en el espectáculo de Rafael Farina.
Formó el dúo Las Cartageneras con su hermana Pepa, grabando tres discos entre 1964 y 1965, interpretaban entre otras la rumba flamenca “La barca”, los tanguillos de Cádiz “Con el sombrero en la mano”, “Galopera” y el bolero “A boda tocando están”.
La cantante se trasladó a Barcelona, actuando en el tablao Los Tarantos a partir de 1965. Allí coincidió, entre otros, con Antonio Gades. En 1966 publicó su primer disco EP como Maruja Garrido: La voz de fuego. Fue nombrada por la Asociación de Prensa de la Región de Murcia "Laurel de Murcia" en 1968. Su marido fue Juan Roselló, de Caldas de Malavella, empresario y propietario del Jamboree y Los Tarantos de la plaza Real de Barcelona. En aquel ambiente el padre de Maruja Garrido probó suerte varias décadas antes como cantaor y la encontró al lado de Carmen Amaya, participó cantando en la película 'María de la O' y en muchos espectáculos de la bailaora catalana. Maruja Garrido grabó en aquellos años 8 discos de rumba con la discográfica Belter, compaginaba actuaciones en la sala de Los Tarantos con galas y conciertos. Poco después llegó París, primero un concierto, luego le ofrecieron un contrato de un mes en el Olympia.
En 1970 publicó el single "Es mi hombre" (Mon homme), editado en Francia por Odeon en 1971, en la cara B "Esperaré" de Armando Manzanero. Maruja Garrido tuvo gran popularidad con el videoclip de "Es mi hombre" protagonizado junto a Salvador Dalí, fue una de las actuaciones que configuraron el especial musical “A la española” que se grabó en Barcelona en 1971 y fue producido y dirigido por Valerio Lazarov y que presentó Joaquín Prat, en la que aparece Salvador Dalí junto a la cantante Maruja Garrido, considerada su “musa rumbera”. Actuó en el Olympia de París y en 1974 se editó el disco "En el Olympia de París, presentada por Salvador Dalí".
En 2015 publicó el disco "El duende, la luz y la noche" (Kasba Music, 2015) junto a Lita Claver La Maña y Chacho, producidos por Antoni Carbonell "Sicus". Caravaca de la Cruz le dedicó una Avenida que lleva su nombre.

## Discografía
Álbumes de estudio
- Maruja Garrido (1968).
- En directo desde el Tablao Los Tarantos (1970).
- El incomparable estilo de Maruja Garrido (1970).
- Vendaval (1973).
- En el Olympia de París (presentada por Salvador Dalí) (1974).
- Al Che Guevara (1978).
- Los Tarantos - 20 aniversario (1983).
- Rumbacalí - El duende, la luz y la noche (con La Maña y Chacho) (2015).